# Cupira (Pernambuco)
Cupira es un municipio del estado de Pernambuco, Brasil. Tiene una población de  24.173 habitantes al 2020, según estimaciones del IBGE.

## Historia
Los primeros registros se asentamientos en Cupira datan del 1881. Entre sus primeros habitantes construyeron una capilla al borde de una laguna donde había una baraúna habitada por abejas de la especie Cupira. El lugar en ese entonces formaba parte del municipio de Panelas y se le llamaba Cupira en referencia a esos insectos. 
El 1990 el pueblo recibió el estatus de distrito en el municipio de Panelas, con el nombre de Taboleiro. Cambió su nombre a Cupira en 1914. Fue elevado a municipio en 1953, instalandoce al año siguiente.
El nombre "Cupira" proviene del tupí "kupi'ira" que significa "abeja de las termitas".